# Abacarus
Abacarus là một chi bét, gồm các loài sau đây:
- Abacarus acutatus Sukhareva, 1985
- Abacarus doctus Navia et al., 2011[1]
- Abacarus hystrix (Nalepa, 1896)
- Abacarus lolii Skoracka, 2009
- Abacarus sacchari Channabasavanna, 1966